# Termisk resistans
Termiskt resistans (motstånd) är en värmeegenskap och ett mått på en temperaturskillnad med vilken ett föremål eller material motstår ett värmeflöde.
Från Fouriers lag för värmeledning kan följande ekvation härledas, och är giltig så länge som alla parametrar (x och k) är konstanta genom hela provet.
{\displaystyle R_{\theta }={\frac {\Delta x}{Ak}}={\frac {\Delta xr}{A}}}
{\displaystyle R_{\theta }} = är det absoluta termiska motståndet (K/W) över provets tjocklek
{\displaystyle \Delta x} = är provets tjocklek i meter
{\displaystyle k} = provets värmeledningsförmåga (k-värde) i (W/(K·m))
{\displaystyle r} = provets termiska resistivitet (K·m/W)
{\displaystyle A} = tvärsnittsarean (m2) vinkelrät mot värmeflödets väg
Absolut termiskt motstånd är temperaturskillnaden över en struktur när en enhet av värmeenergi strömmar genom den i tidsenhet. Det är den ömsesidiga termiska konduktansen. SI-enheten för absolut termiskt motstånd är kelvin per watt (K/W) eller motsvarande grader Celsius per watt (°C/W) – de två är desamma eftersom intervallen är lika: ΔT = 1 K = 1 °C.
I likhet med elektriska kretsar kan den totala termiska resistansen för stationära förhållanden beräknas samma.